# John Travolta
John Joseph Travolta  (Englewood, Nueva Jersey, 18 de febrero de 1954) es un actor, cantante, músico, bailarín, productor de cine, productor discográfico de cine, televisión y teatro, además de piloto estadounidense y ganador de un Globo de Oro.
Logró cierto reconocimiento en los años setenta al participar en la serie de televisión Welcome Back, Kotter, transmitida entre 1975 y 1979, para luego convertirse en una figura popular y "galán" del séptimo arte con las películas Saturday Night Fever (1977) y Grease (1978). Si bien su éxito declinó en los años ochenta, resurgió en los noventa protagonizando exitosas películas como Pulp Fiction (1994), Face/Off (1997), Swordfish (2001) y Hairspray (2007), aunque volvió a decaer con películas como Battlefield Earth (2000) y Gotti (2018). 
Por su participación en Saturday Night Fever y Pulp Fiction, Travolta fue candidato al Óscar al mejor actor. Su papel en la comedia Get Shorty de 1995 le premió con el Globo de Oro al mejor actor de comedia o musical. En 2016 fue premiado con el Primetime Emmy por su papel como productor de la serie de televisión The People v. O. J. Simpson: American Crime Story, en la cual también actúa.

## Primeros años
John Joseph Travolta nació el 18 de febrero de 1954, cuando la Guerra Fría estaba en pleno apogeo. Es el menor de los seis hijos de Salvatore Travolta y Helen Burke. Su padre es de ascendencia italiana (sus abuelos eran originarios de Palermo) y su madre es de ascendencia irlandesa. Vivió, con su familia, en Englewood (Nueva Jersey) y se crio en un ambiente muy artístico e histriónico en más de un sentido: sus cinco hermanos mayores compartían el mismo gusto por la actuación que él. Desde muy pequeño, el menor de los Travolta desarrolló la capacidad de imitación y su padre construyó una tarima de teatro —con accesorios incluidos, tales como un telón con sistema de cuerdas— para que los seis hermanos pudieran realizar representaciones para el resto de la familia.
Decidido entonces a convertir a John en una estrella del cine, su mánager comenzó a realizar llamadas y logró dos audiciones. La primera fue para la película El último deber (1973) —que contó con Jack Nicholson entre sus actores—, pero fue rechazado a pesar de que todos alegaron que tuvo un buen rendimiento en su audición. La segunda fue La lluvia del Diablo (1975), donde sí actuó con un éxito moderado que le sirvió como trampolín en su carrera.

## Carrera

### Primeros años

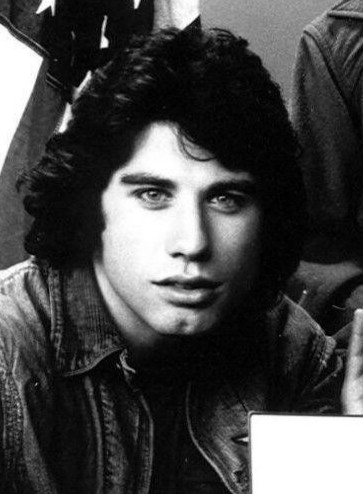
Travolta en el programa de televisión Welcome Back, Kotter (1976).

En el rodaje de la película La lluvia del Diablo, Travolta conoció a la actriz Joan Prather, y a través de ella entró a formar parte de la Filosofía Religiosa Cienciología, de la cual sigue siendo miembro hasta el día de hoy. Poco tiempo después asumió el rol protagonista de la serie Welcome Back Kotter y se convirtió en un ídolo juvenil. Acto seguido incursionó en la música con un éxito que llegó a los más alto de las listas: Let Her In.
Posteriormente coprotagonizó la película de terror Carrie (1976), dirigida por Brian De Palma y basada en una de las historias de Stephen King.
Su primer papel protagonista en el cine fue en el telefilme de la ABC, El chico de la burbuja de plástico (1976), dirigida por Randal Kleiser (quien dos años después dirigiría Grease), y coprotagonizada por Diana Hyland, actriz 18 años mayor que Travolta, y con la que tras finalizar el rodaje, empezó una relación.
Con estos últimos grandes éxitos bajo el brazo, Travolta vislumbraba un buen futuro para su naciente carrera, pero no se imaginaba que una llamada de parte del productor Robert Stigwood sería un evento decisivo que definiría no solo su carrera sino su imagen como ícono de toda una época.

### Consagración y estrellato

#### Saturday Night Fever

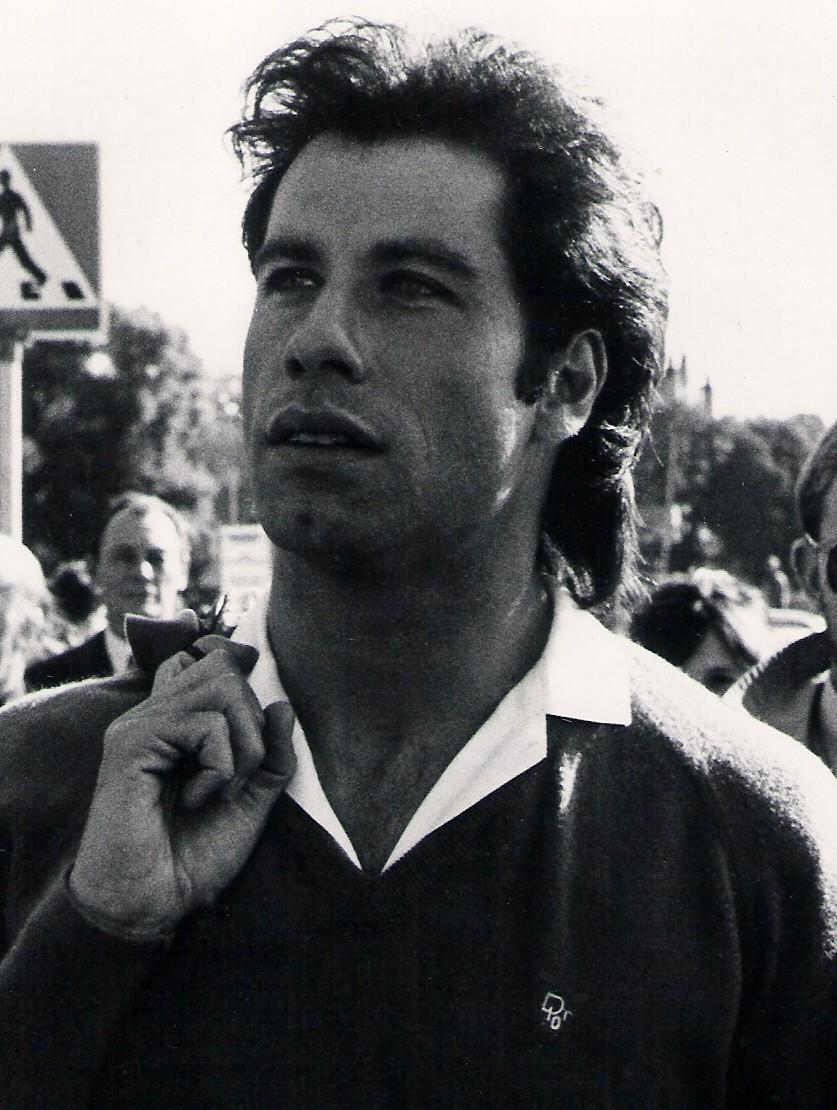
John Travolta en 1983

A finales de 1976 Travolta recibió una llamada del productor Robert Stigwood, quien lo quería como protagonista para la película musical Fiebre del sábado noche (1977). Si aceptaba, además sería el protagonista de la versión cinematográfica de Grease. Y así fue como se metió en la piel del italo-americano Tony Manero, un bailarín que cambió la forma de bailar en medio mundo. Para ello, pasó muchas noches en discotecas diversas observando la forma de bailar del público. Stigwood le dio libertad para que aportara cualquier detalle a la producción y Travolta estudió danza y trabajó con un coreógrafo profesional para la elaboración de su famosa escena de baile en la discoteca. Así se creó un personaje que se convertiría en mítico.
Sin embargo en su vida personal no todo iba bien: a su novia Diana Hyland, coprotagonista de El chico de la burbuja de plástico, le diagnosticaron cáncer. Ya había conseguido, antaño, reducir los efectos gracias a los tratamientos, pero llegó un momento en que dejó de ser así. Cuando Hyland murió el 27 de marzo de 1977, Travolta quedó devastado. Irónicamente, mientras su vida personal iba en detrimento, su carrera profesional despegaba hasta lo más alto. 
Travolta se tomó muy en serio el desafío de componer a Manero. Por eso, corrió diariamente poco más de tres kilómetros y tomó clases de baile durante tres horas, de lunes a viernes, para llegar en forma al rodaje. Hacia el final de la filmación, había perdido un total de 9 kilos. Su gran desafío era hacer la escena de baile de "You Should Be Dancing" sin dobles de cuerpo y de principio a fin. De hecho, cuando se enteró de que Badham pretendía que él sólo hiciera los primeros planos de la secuencia, se puso de muy mal humor y aseguró que él estaba en condiciones físicas de realizarla de manera íntegra. Finalmente, ganó el pulso.
Fiebre del sábado noche se convirtió en un mega éxito de taquilla y con la crítica, convirtiéndose en el desencadenante de la era disco, marcando múltiples tendencias y estilos y convirtiéndose en un fenómeno sociocultural. La película, que contó con los Bee Gees para su banda sonora, tuvo tal impacto que los mencionados músicos vendieron 30 millones de copias, posicionaron cinco sencillos en la lista de los diez primeros de Billboard y se mantuvo como la banda sonora más exitosa de todos los tiempos hasta 1992, cuando se estrenó la película El guardaespaldas y su sencillo I Will Always Love You le arrebató el puesto: ninguna otra banda sonora hasta el momento ha logrado posicionar simultáneamente cinco sencillos en la lista de los diez primeros del Billboard.
El filme catapultó a Travolta al estrellato y lo convirtió en la imagen misma de la época disco. Además, el actor recibió su primera nominación a los Premios de la Academia en la categoría de mejor actor (el quinto actor más joven en obtener esa nominación), fue nominado a los Premios del Sindicato de Actores Screen Actors Guild y ganó un Globo de Oro al mejor bailarín. Su estrellato estaba asegurado y por si fuera poco, tenía un contrato pendiente: el papel protagónico de Grease (1978).

#### Grease
Tras el megaéxito de Fiebre del sábado noche, Travolta se había convertido en un icono cultural con una firme decisión de continuar ascendiendo. Coprotagonizar la película Grease junto a la ganadora de un Grammy Olivia Newton-John resaltó aún más su éxito. En la cinta, donde la química entre ambos es innegable, Travolta hace alarde de su habilidad para el baile gracias a las diversas coreografías.

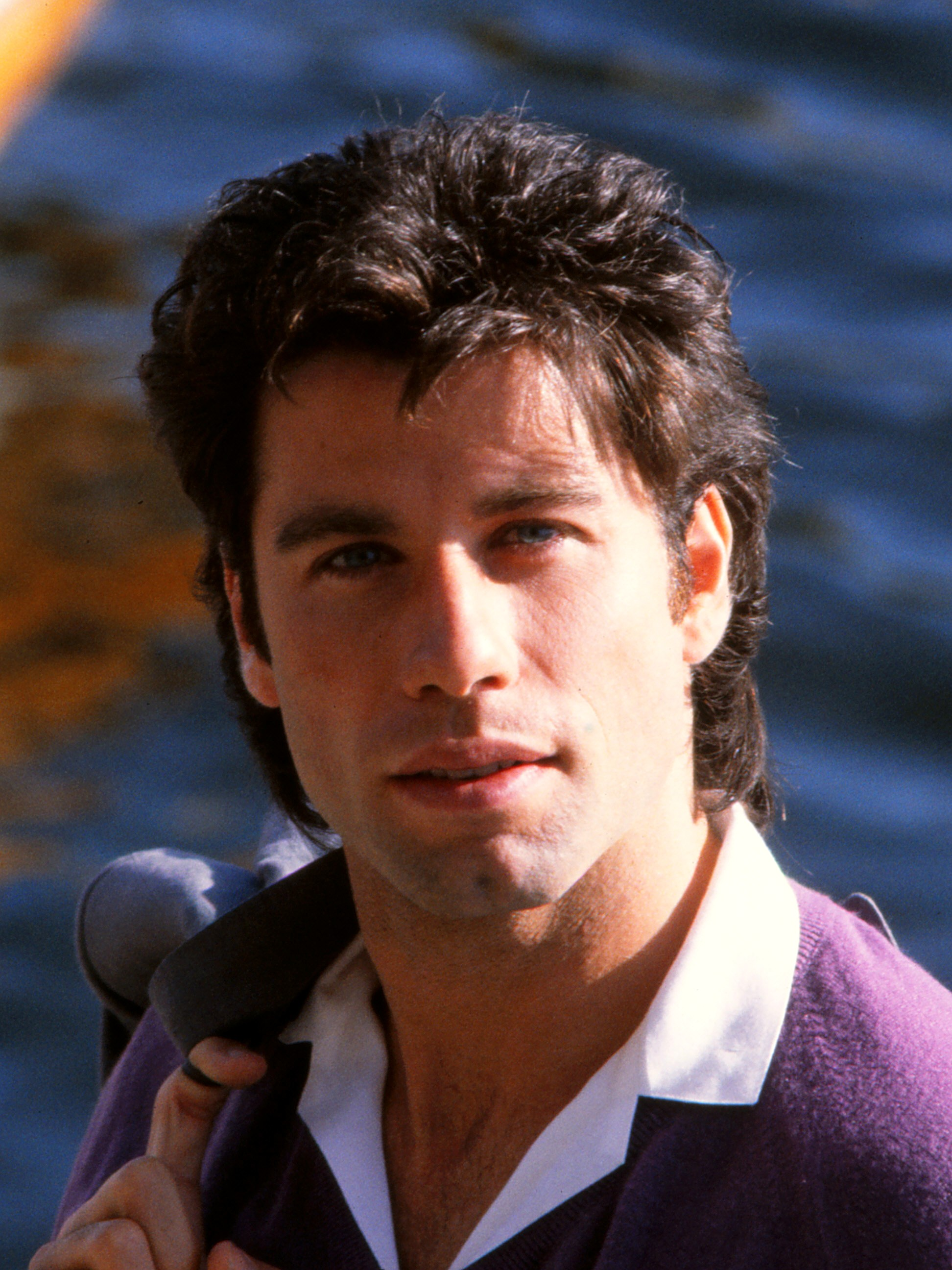
John Travolta en 1978

Tanto la crítica como el público alabaron la película y ésta se convirtió no solo en otro gran éxito de taquilla, sino en el musical más exitoso de la historia. La banda sonora, que no logró superar la de los Bee Gees, se convirtió en un clásico y un éxito tanto comercial como de recepción.

### Cowboy de ciudady el declive
Tras las famosas Fiebre del sábado noche y Grease, Travolta protagonizó un filme de James Bridges: Cowboy de ciudad (1980). En la película interpreta a Bud, un muchacho de la zona rural que se traslada a casa de su tío en Houston (Texas) y se enamora de Sissy (Debra Winger), quien es persuadida para cometer un crimen. En otras palabras, otro éxito que sumar a la lista y cuya banda sonora ganó un Grammy.
En medio de ello, tras tres grandes éxitos consecutivos, parecía que John Travolta era infalible, pero esa percepción estaba por cambiar. Tras protagonizar Impacto (1981) (de nuevo a las órdenes de Brian De Palma), Travolta vio, a pesar del respaldo de la crítica, cómo el éxito no era el esperado. El declive llegó con el intento de revivir Fiebre del sábado noche con una secuela, Sobreviviendo (1983, dirigida por Sylvester Stallone), que fracasó comercialmente y no obtuvo el apoyo de la crítica. En adelante, la carrera de Travolta bajó notoriamente entre el período de 1983-1989, logrando protagonizar sólo tres películas que fracasaron: Tal para cual con Olivia Newton John a fines de (1983), Perfección (1985) con Jamie Lee Curtis y That's Dancing!, lo que ocasionó que su carrera quedara virtualmente estancada.
Debido a la decadencia de su carrera cinematográfica, Travolta se volcó en su segunda pasión: los aviones. Gracias al éxito que tuvo con la actuación, Travolta pudo financiar esta fascinación y para entonces era piloto, graduado de academia y con avión propio. Además Travolta se casó con Kelly Preston.

### Reconstruyendo su carrera

#### Look Who's Talking
En 1989, Travolta tenía una carrera estancada y no había protagonizado películas de Hollywood en casi cuatro años (dos años si se cuenta el telefilme de Robert Altman Basements de 1987). Ahora estaba dispuesto a regresar al éxito con la película Los expertos (1989), una comedia que obtuvo un modesto éxito comercial. Ese mismo año protagonizó, junto con Kirstie Alley, la comedia Mira quién habla, que fue un éxito notable de taquilla y recibió el aplauso de la crítica, debido a lo cual se estrenaron dos secuelas más: Mira quién habla también (1990) y Mira quién habla ahora (1993). Todas fueron grandes éxitos de taquilla.
Además entre 1991 y 1992 protagonizó otras tres películas: Grita, Cadenas de oro y Boris and Natasha. Todas cosecharon éxitos relativos, pero no tan grandes para levantar su carrera cinematográfica al cenit que había tenido. Travolta estaba reconstruyendo su carrera poco a poco, pero sería necesario una película del cine independiente para terminar de renacer de forma definitiva: Pulp Fiction.

### El regreso total

#### Pulp Fiction

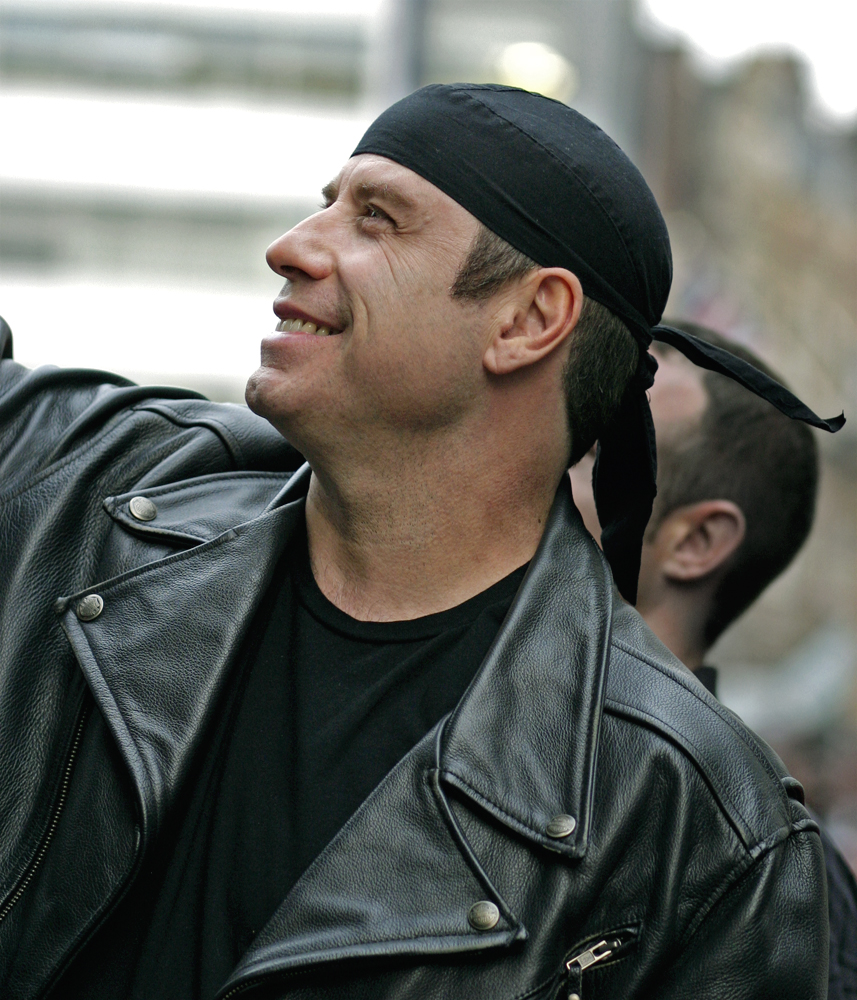
John Travolta en el estreno de Rebeldes con causa.

En 1994, Quentin Tarantino —uno de los directores más renombrados del cine independiente estadounidense en los 90— estaba al frente de Pulp Fiction con Uma Thurman, Samuel L. Jackson y Bruce Willis, pero quería a Travolta en el papel de Vincent Vega como protagonista. John, de 40 años, aceptó y se dedicó al papel como en sus anteriores interpretaciones. La película se estrenó en el Festival de Cannes en 1994 y obtuvo excelentes críticas. Ganó un Premio Palma de Oro y obtuvo 7 nominaciones a los Premios Óscar (de la cual ganó al de Mejor guion original): uno de ellos para el propio Travolta como Mejor actor.
En la película interpreta la figura de un matón junto con otro hombre llamado Jules, papel encarnado por Samuel Jackson, en la que tiene que recuperar un maletín con un preciado tesoro, propiedad de su jefe, el señor Wallace. En la película también participan Bruce Willis, que hace de boxeador, y Uma Thurman como la mujer de Wallace, con la que Vincent tiene una gran tensión sexual.

### Nuevo milenio
En los cinco años que separan de 1995 al año 2000, el actor actuó en quince películas que resultaron ser un éxito.[cita requerida] Entre ellas destacan Get Shorty, Phenomenon, Cara a cara, Colores primarios y La delgada línea roja. Después protagonizó otra tanda de películas que incluía títulos como Swordfish, Domestic Disturbance, Una canción del pasado, El castigador, Brigada 49 y Corazones solitarios.
Sin embargo, en el año 2000, protagonizó y coprodujo la película de ciencia ficción Battlefield Earth, basada en la novela homónima de L. Ron Hubbard, en la que interpretaba al líder de un grupo de extraterrestres que esclaviza a la humanidad en un futuro sombrío. La película había sido un proyecto de ensueño para Travolta desde el lanzamiento del libro en 1982, cuando Hubbard le escribió personalmente manifestándole el deseo de realizar una adaptación cinematográfica. El filme recibió críticas muy negativas y tuvo una pésima acogida en la taquilla, siendo frecuentemente incluida entre las peores películas de la historia.
En 2007 volvió a coprotagonizar un musical. En Hairspray ya no es un guapo bailarín, sino una mujer de más de cuarenta años que ayuda a su hija a mantenerse en el éxito. Otros ejemplos de éxito son Bolt o el remake The Taking of Pelham 123, trabajando con Denzel Washington. En 2009, protagonizó junto con Robin Williams la comedia Old Dogs, cinta que recibió críticas mixtas y tuvo un moderado éxito en taquilla.

### Década de 2010
Desde 2010, Travolta ha participado principalmente en películas de acción y suspense. En 2016 volvió a la televisión en la primera temporada de la serie de antología American Crime Story, titulada The People v. O. J. Simpson, en la que interpretó al abogado Robert Shapiro. También en 2016, Travolta apareció en dos películas: El valle de la venganza y Yo soy la venganza, siendo esta última fríamente recibida por la crítica.
Gotti (2018), película basada en la vida del mafioso John Gotti, fue vapuleada por la crítica, obteniendo un particular 0% de aprobación en la página Rotten Tomatoes; aparte de ser la última actuación de su esposa, la actriz Kelly Preston, quien fallecería dos años después a causa de un cáncer. Speed Kills, fue estrenada el mismo año, cosechó una recepción similar. Trading Paint, The Poison Rose y The Fanatic, estrenadas en 2019, tampoco pudieron convencer a la crítica especializada.[cita requerida]

## Vida personal

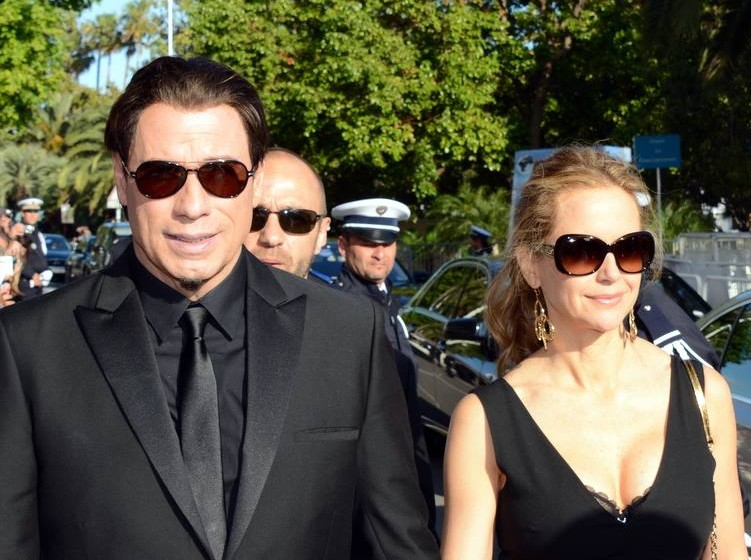
Travolta junto a su esposa Kelly Preston en 2014

Travolta contrajo matrimonio en 1991 con la también actriz Kelly Preston (1962-2020), de la que enviudó el 12 de julio de 2020. La pareja tuvo tres hijos: Jett (1992-2009), Ella (3 de abril de 2000) y Benjamin (23 de noviembre de 2010). El primer hijo, Jett, que padecía la enfermedad de Kawasaki, falleció en enero de 2009 a los 16 años en la casa de verano que la familia tenía en las Bahamas.
Travolta, que practica la cienciología desde 1975, como lo hiciera su mujer, tiene entre sus propiedades una mansión de 95,4 millones localizada en Jumbolair (Ocala, Florida) y una casa de vacaciones en Islesboro (Maine). 

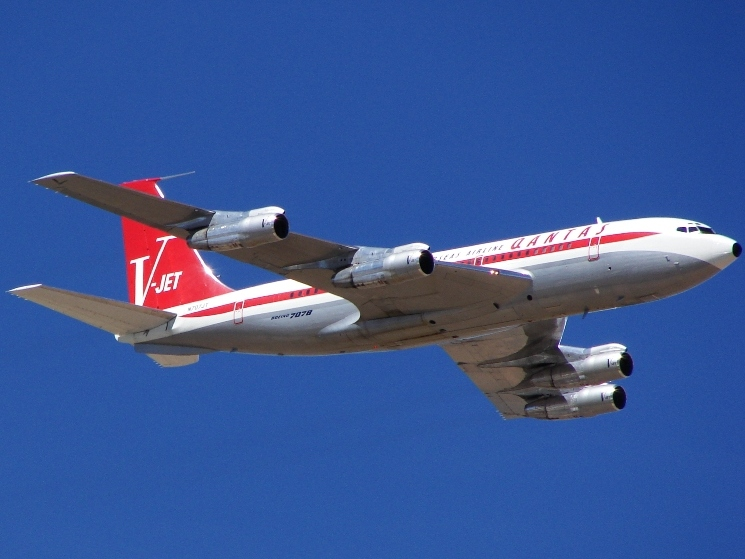
Boeing 707 de Travolta.

Es un piloto cualificado y tiene cinco aviones, incluyendo un Boeing 707 que perteneció a la flota de la aerolínea australiana Qantas. El nombre del avión es Jett Clipper Ella, en honor a sus hijos. Su casa en Jumbolair cuenta con una pista de aterrizaje propia hasta la puerta de su casa. Cada vez que Travolta vuela, ejerce de embajador oficial de buena voluntad para Qantas. En 1988 apareció como artista invitado en "Liberian Girl", un videoclip de Michael Jackson.
En mayo de 2012, un masajista anónimo presentó una demanda contra Travolta, citando demandas por agresión sexual y lesiones. El abogado del actor manifestó que la demanda era una completa farsa. También declaró que su cliente podría probar que no estaba en California el día en cuestión y afirmó que Travolta "demandaría al abogado y al demandante por calumnia" después de lograr que se desestimara el caso. Un segundo masajista se unió más tarde a la demanda haciendo afirmaciones similares. Ambas demandas fueron posteriormente abandonadas por los demandantes y desestimadas sin perjuicio alguno.

## Filmografía

### Cine
| Año  | Título                                         | Personaje                 |
| ---- | ---------------------------------------------- | ------------------------- |
| 1975 | La lluvia del diablo                           | Danny                     |
| 1976 | Carrie                                         | Billy Nolan               |
| 1976 | The Boy in the Plastic Bubble                  | Tod Lubitch               |
| 1977 | Saturday Night Fever                           | Tony Manero               |
| 1978 | Grease                                         | Danny Zuko                |
| 1978 | Momento a momento                              | Strip                     |
| 1980 | Cowboy de ciudad                               | Bud                       |
| 1981 | Blow Out                                       | Jack Terry                |
| 1983 | Staying Alive                                  | Tony Manero               |
| 1983 | Tal para cual                                  | Zack                      |
| 1985 | Perfect                                        | Adam                      |
| 1985 | That's Dancing!                                | Él mismo                  |
| 1989 | Mira quién habla                               | James                     |
| 1989 | Los expertos                                   | Travis                    |
| 1990 | Mira quién habla también                       | James                     |
| 1991 | Eyes of an Angel                               | Bobby                     |
| 1991 | Grita                                          | Jack Cabe                 |
| 1991 | Chains of Gold                                 | Scott Barnes              |
| 1992 | Boris and Natasha: The Movie                   | Él mismo                  |
| 1993 | Mira quién habla ahora                         | James Ubriacco            |
| 1994 | Pulp Fiction                                   | Vincent Vega              |
| 1995 | Atrapado                                       | Louis Pinnock             |
| 1995 | Get Shorty                                     | Chili Palmer              |
| 1996 | Phenomenon                                     | George Malley             |
| 1996 | Michael                                        | Michael                   |
| 1996 | Broken Arrow                                   | Vic Deakins               |
| 1997 | She's So Lovely                                | Joey Germoni              |
| 1997 | Face/Off                                       | Sean Archer (Castor Troy) |
| 1997 | Mad City                                       | Sam                       |
| 1998 | Primary Colors                                 | Jack Stanton              |
| 1999 | La delgada línea roja                          | Brig. Gen. Quintard       |
| 1999 | A Civil Action                                 | Jan Schlichtmann          |
| 1999 | La hija del general                            | Paul Brenner              |
| 1999 | Forever Hollywood                              | Él mismo                  |
| 2000 | Battlefield Earth                              | Terl                      |
| 2000 | Lucky Numbers                                  | Russ Richards             |
| 2001 | Operación Swordfish                            | Gabriel Shear             |
| 2001 | Domestic Disturbance                           | Frank Morrison            |
| 2002 | Austin Powers in Goldmember                    | Miembro de Oro famoso     |
| 2003 | Basic                                          | Tom Hardy                 |
| 2004 | Una canción del pasado                         | Bobby Long                |
| 2004 | The Punisher                                   | Howard Saint              |
| 2004 | Ladder 49                                      | Mike Kennedy              |
| 2005 | Be Cool                                        | Chili Palmer              |
| 2005 | Magnificent Desolation: Walking on the Moon 3D | Narrador (documental)     |
| 2006 | Corazones solitarios                           | Elmer Robinson            |
| 2006 | 2004: A Light Knight's Odyssey                 | Solo voz                  |
| 2007 | Wild Hogs                                      | Woody Stevens             |
| 2007 | Hairspray                                      | Edna Turnblad             |
| 2008 | Bolt                                           | Bolt: Solo voz            |
| 2009 | The Taking of Pelham 123                       | Ryder                     |
| 2009 | Old Dogs                                       | Charlie                   |
| 2010 | Desde París con amor                           | Charlie Watts             |
| 2012 | Savages                                        | Dennis                    |
| 2013 | Killing Season                                 | Emil Kovač                |
| 2014 | The Forger                                     | Raymond J. Cutter         |
| 2015 | Gummy Bear The Movie 3D                        | Gummy Bear (voz)          |
| 2015 | Actividades criminales                         | Eddie                     |
| 2015 | Life on the Line                               | Beau                      |
| 2016 | El valle de la venganza                        | Marshal                   |
| 2016 | Yo soy la venganza                             | Stanley hill              |
| 2018 | Gotti                                          | John Gotti                |
| 2018 | Speed Kills                                    | Ben Aronoff               |
| 2019 | The Poison Rose                                | Carson Philips            |
| 2019 | The Fanatic                                    | Moose                     |
| 2019 | Trading Paint                                  | Sam Munroe                |
| 2022 | Paradise City                                  | Arlene Buckley            |

### Televisión
| Año       | Título                                            | Papel                      | Notas                           |
| --------- | ------------------------------------------------- | -------------------------- | ------------------------------- |
| 1972      | Emergency!                                        | Chuck Benson               | Episodio: "Kids"                |
| 1972      | Owen Marshall, Counselor at Law                   |                            | Episodio: "A Piece of God"      |
| 1973      | The Rookies                                       | Eddie Halley               | Episodio: " Frozen Smoke"       |
| 1974      | Medical Center                                    | Danny                      | Episodio: "Saturday's Child"    |
| 1975–1979 | Welcome Back, Kotter                              | Vincent "Vinnie" Barbarino | 79 episodios                    |
| 1976      | Mr. T and Tina                                    | Vinnie Barbarino           | Episodio: "Piloto"              |
| 1994      | Saturday Night Live                               | Él mismo                   | Episodio: "John Travolta/Seal"  |
| 2014      | Kirstie                                           | Mickey                     | Episodio: "Mickey & Maddie"     |
| 2016      | The People v. O. J. Simpson: American Crime Story | Robert Shapiro             | 10 episodios, también productor |

## Premios y nominaciones
Premios Oscar
| Año  | Categoría   | Película             | Resultado |
| ---- | ----------- | -------------------- | --------- |
| 1978 | Mejor Actor | Saturday Night Fever | Nominado  |
| 1995 | Mejor Actor | Pulp Fiction         | Nominado  |

Globos de Oro
| Año  | Categoría                       | Película                  | Resultado |
| ---- | ------------------------------- | ------------------------- | --------- |
| 1978 | Mejor Actor - Comedia o Musical | Fiebre del sábado noche   | Nominado  |
| 1979 | Mejor Actor - Comedia o Musical | Grease                    | Nominado  |
| 1995 | Mejor Actor - Drama             | Pulp Fiction              | Nominado  |
| 1996 | Mejor Actor - Comedia o Musical | Cómo conquistar Hollywood | Ganador   |
| 1999 | Mejor Actor - Comedia o Musical | Primary Colors            | Nominado  |
| 2008 | Mejor Actor de Reparto          | Hairspray                 | Nominado  |

BAFTA
| Año  | Categoría   | Película     | Resultado |
| ---- | ----------- | ------------ | --------- |
| 1994 | Mejor Actor | Pulp Fiction | Nominado  |

Festival Internacional de Cine de San Sebastián
| Año  | Categoría       | Resultado |
| ---- | --------------- | --------- |
| 2012 | Premio Donostia | Ganador   |

Premios Golden Raspberry
| Año  | Categoría                                 | Película                          | Resultado |
| ---- | ----------------------------------------- | --------------------------------- | --------- |
| 1994 | Peor Actor                                | Staying Alive                     | Nominado  |
| 1994 | Peor Actor                                | Two of a Kind                     | Nominado  |
| 1986 | Peor Actor                                | Perfect                           | Nominado  |
| 1992 | Peor Actor de Reparto                     | Shout                             | Nominado  |
| 2000 | Peor Actor                                | Battlefield Earth y Lucky Numbers | Ganador   |
| 2000 | Peor Película                             | Battlefield Earth                 | Ganador   |
| 2000 | Peor Pareja en Pantalla                   | Battlefield Earth                 | Ganador   |
| 2001 | Peor Actor                                | Domestic Disturbance              | Nominado  |
| 2001 | Peor Actor                                | Swordfish                         | Nominado  |
| 2004 | Peor "drama" de nuestros primeros 25 años | Battlefield Earth                 | Ganador   |
| 2009 | Peor Película de la Década                | Battlefield Earth                 | Ganador   |
| 2009 | Peor Actor de la Década                   | Battlefield Earth                 | Nominado  |
| 2009 | Peor Actor                                | Old Dogs                          | Nominado  |
| 2018 | Peor Actor                                | Gotti                             | Nominado  |
| 2018 | Peor Pareja en Pantalla                   | Gotti                             | Nominado  |
| 2019 | Peor Actor                                | The Fanatic y Trading Paint       | Ganador   |
| 2019 | Peor Pareja en Pantalla                   | The Fanatic                       | Nominado  |